# Serra de les Deveres
La Serra de les Deveres és una serra situada al municipi de Paüls (Baix Ebre), amb una elevació màxima de 661,0 metres.
Aquesta serra és part del massís dels Ports de Tortosa-Beseit.